# Proasellus spelaeus
Proasellus spelaeus és una espècie de crustaci isòpode pertanyent a la família dels asèl·lids.

## Hàbitat
És una espècie estigobiont.

## Distribució geogràfica
Es troba a Europa: la cova Oxibar (els Pirineus Atlàntics, França) i algunes coves de Guipúscoa.